# Ablabesmyia pulchripennis
Ablabesmyia pulchripennis es una especie de insecto díptero del género Ablabesmyia, familia Chironomidae.

Fue descrito por primera vez en 1898 por Lundbeck. 

## Distribución
Se distribuye desde Columbia Británica a Quebec, Washington, Colorado, Columbia y Groenlandia.